# Јово Кукурић
Јово Кукурић (Требиње, 1931 - Београд, 2023) био је српски филолог, преводилац и писац.

## Биографија
Рођен је у Требињу где је одрастао и школовао се. Филолошки факултет завршио је у Београду. Радио је у дипломатији и банкарству. Последњих година бавио се писањем, кувањем, превођењем, читањем, издаваштвом, гајењем цвећа и другим тако важним беспослицама.